# Monoglottogenese
Der Begriff Monoglottogenese (aus griechisch μόνος mónos „einzig, allein“, γλῶττα glṓtta Sprache und γένησις génēsis „Entstehung“) bezeichnet innerhalb der Paläolinguistik die Annahme, dass alle menschlichen Sprachen einen gemeinsamen Ursprung aus einer einzigen Quelle haben. Innerhalb dieser umstrittenen Theorie wird versucht, vor allem durch Sprachvergleiche gemeinsame Ursprünge auszumachen. Beispiele dafür sind die Sprachenstammbäume wie zum Beispiel der Stammbaum der indogermanischen Sprachfamilie. Auf diese Art ließen sich gemeinsame Ursprünge für viele Sprachen ermitteln, jedoch nicht für alle. Einige der Sprachstämme haben so wenige Gemeinsamkeiten, dass diese auch durch den Kontakt der jeweiligen Völker entstanden sein könnten. 
Im Mittelalter ging man auf die Bibel gestützt einfach von einer Monoglottogenese aus, da man den Ursprung aller Menschen ohnehin auf einen Menschen zurückführte. Folglich war seine Sprache die Ursprache. Gemäß dem Ursprungsort der Bibel wurde dann auch Hebräisch als Ursprache vermutet. 
Aufgrund der Ergebnisse, die bei der Erforschung der mitochondrialen DNA (mtDNA), aber auch der Haplogruppen für das Y-Chromosom (Y-DNA) gewonnen wurden, ist die Wahrscheinlichkeit einer Monogenese und damit auch eines gemeinsamen Ursprungs aller menschlichen Sprachen größer geworden, weil der moderne Mensch aus einer sehr kleinen Gruppe hervorging und diese vermutlich über eine vereinbarte Konvention kommunizierten. Ob es sich dabei jedoch schon um eine verbale Sprache handelte oder die Konvention eher der Körpersprache der heutigen Affen ähnelte, ist nicht bekannt.
Andererseits wird vermutet, dass andere Menschenarten wie der Neandertaler möglicherweise auch schon eine Sprache besaßen, da zu ihren Bestattungsformen auch Grabbeigaben gehörten. Grabbeigaben setzen den abstrakten Gedanken an ein Leben im Jenseits voraus. Solche Ideen können aber nur über Worte, Gesten oder Bilder vermittelt worden sein.